# 紅外線導引
紅外線導引（InfraRed homing），也常被稱作熱導引（heat homing）或追熱導引（heat-seeking），是一種以感應、追蹤目標物與週遭環境的紅外線訊號強度差異來掌握目標的位置與動向的技術。紅外線導引是視距內短程空對空飛彈的主流導引技術，同時也被多種其他類型的導引武器採用，如便携式防空导弹和對地飛彈。

## 技術

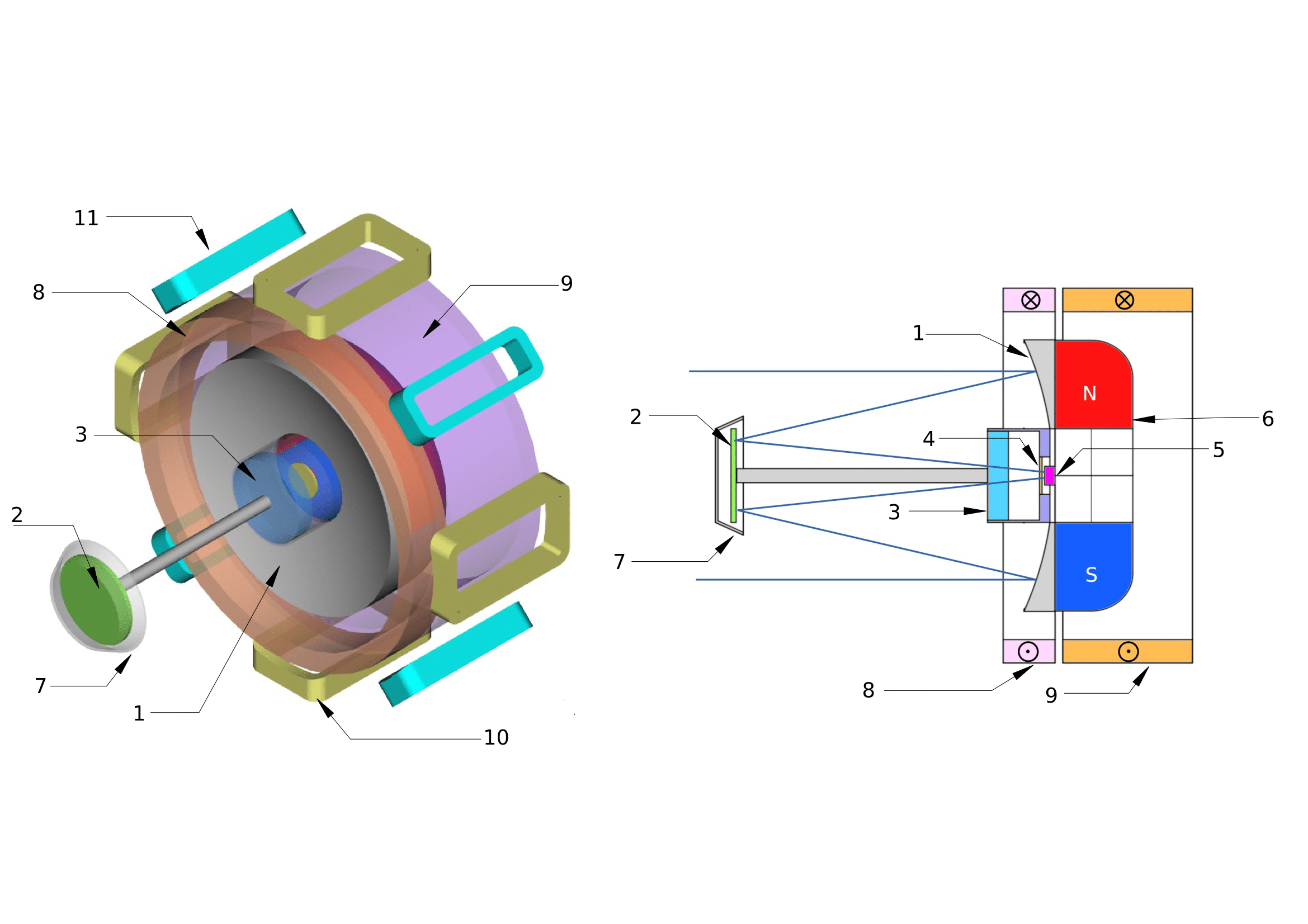
光罩式紅外線導引頭的配置：1.主鏡片。2.次級鏡片。3.透鏡。4.旋轉光罩。5.紅外線感測元件。6.永久磁鐵轉子。7.玻璃罩。8.偏移量線圈。9.進動量線圈。10.驅動線圈。11.檢測線圈。

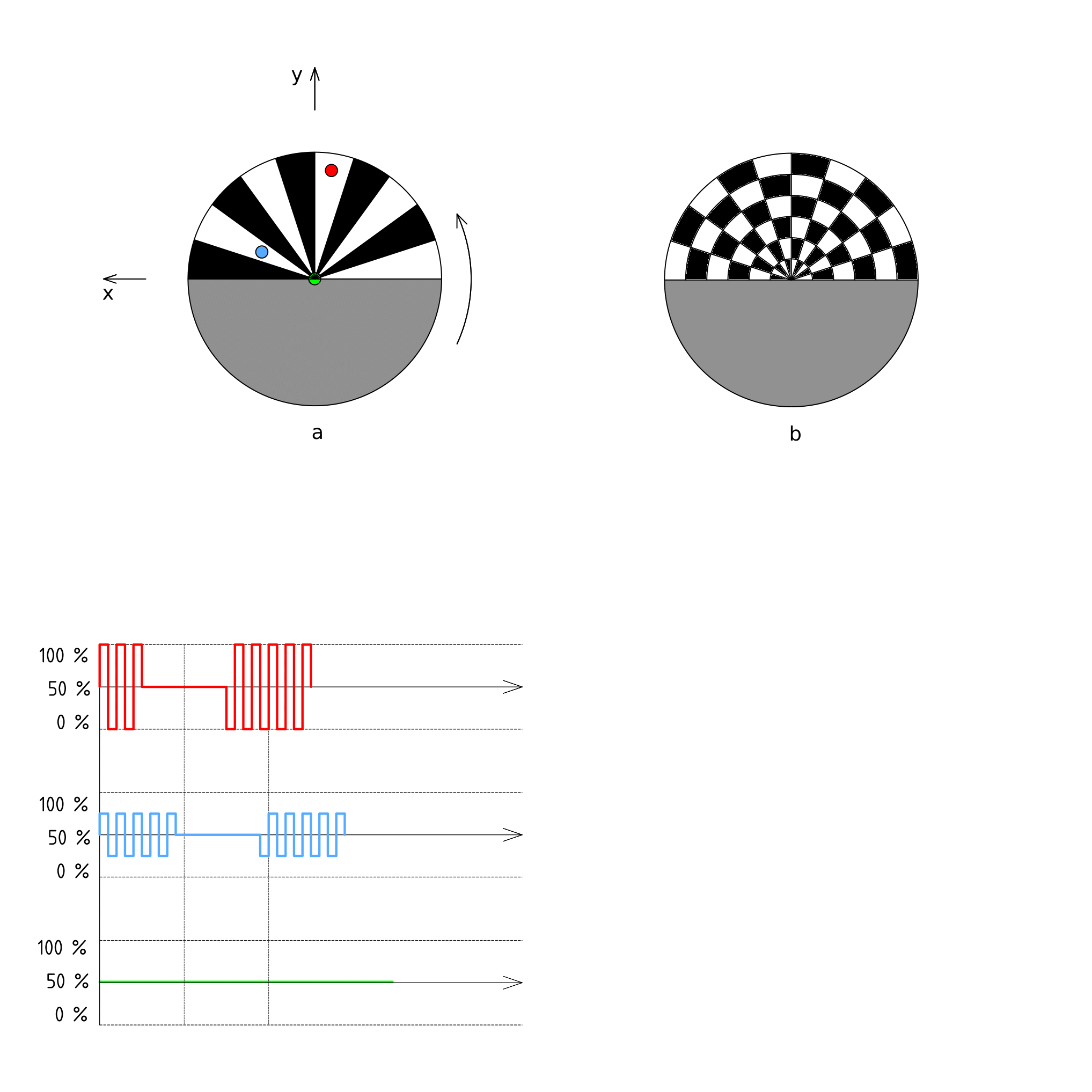
早期AIM-9響尾蛇飛彈的導引頭掃描產生類比訊號的方式

飛彈的紅外線導引裝置通常位於飛彈的最前端，並被稱作導引頭或尋標器，其根據掃描方式又可分為光罩式導引頭（reticle）及焦平面陣列導引頭（focal-plane array）。基本的光罩式導引頭由內而外依序為主鏡片、感測元件、旋轉光罩、次級鏡片及導引頭玻璃罩。目標的紅外線被底部的主鏡片反射至位於焦點的次級鏡片，再反射進入感測元件中。位於次級鏡片及感測元件之間的旋轉光罩會持續旋轉並週期性地遮斷紅外光，從而產生類比訊號。更先進的導引頭則使用旋轉的鏡片及固定式光罩，訊號點與參考點可被換算成目標與飛彈軸線之間的角度，從而使飛彈修正航向誤差以持續指向目標。較先進的光罩式導引頭會使用特殊設計以降低自然光源或熱誘彈的干擾，如引入瞬間視場（IFoV, Instantaneous Field of View）掃描法，或是改進訊號處理等。光罩式紅外線導引頭的光罩為此系統中最複雜的裝置，因為光罩負責產生目標位置的訊號及抑制背景干擾，故不同的設計將影響到導引頭的性能。
焦平面陣列導引頭則是另一種更昂貴但先進的設計，使用一片排滿多個紅外感測元件的方型晶片偵測來自外界的光線，並經訊號處理成紅外線成像（IR Image，IIR），如此飛彈的處理器便可識別目標的外觀，並以此分辨紅外誘餌與目標的差別，從而大幅提高反紅外對抗措施能力，同時也使其鎖定直升機、無人機等低紅外訊號目標的能力提升。

### 訊號來源
早期的紅外線導引可以分成兩種，一種是攻擊方以特殊的紅外線波束照射在目標上，並利用反射的訊號作為武器導引。這種導引方式最先以夜間使用的紅外線探照燈為開端，能夠協助在夜間行駛或者是尋找目標。使用近紅外線波束照射目標的方法後來發展為短程乘波導引及半主動雷射導引技術。
另外一種導引技術發展為現今的被動紅外線導引，根據目標本身釋放的紅外線訊號與週遭環境間的差異，從而分辨出目標位置進行自主導引的方式，這種導引模式僅被動地接收外界的紅外線，而不使用任何波束主動照射目標，因此可避免目標通過雷達告警接收器、雷射告警接收器等裝備收到襲擊警告。缺點是如果目標與周圍環境的紅外訊號差異不大或者是過低而無法分辨，就會使紅外線導引裝置失效。一架噴射機的主要熱源在後燃器、引擎噴嘴及尾氣，其次是機鼻、翼尖和引擎進氣口。噴射機尾氣的溫度約為950℃，在啟動後燃器時可達到2000℃。使用傳統塗裝的機身對陽光的反射率約為60%，而較先進的低紅外特徵灰色塗料的反射率約為5~10%
。

### 訊號呈現

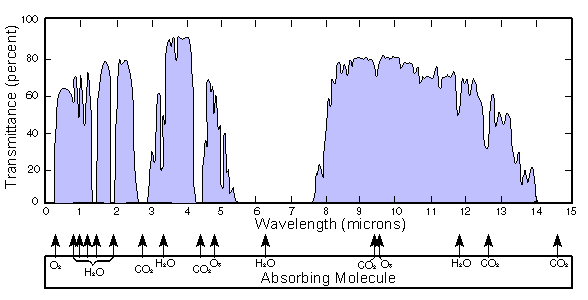
大氣層內的紅外線吸收光譜，5—8微米波長的紅外線容易被吸收而不適合用於導引。

早期的紅外線導引追蹤的是目標散發出來特定波長的訊號強度，對於導引系統來說只是在尋找和追蹤指定波長下最熱的目標，至於這個熱源是不是實際上的目標就無法判斷。即使加上冷卻的技術以及改進導引裝置對訊號的靈敏度，這種設計的基本能力與限制並未改變。直到新一代的紅外線成像技術大幅度改善與提升紅外線導引的層次，紅外線影像不再是單純的看到一個熱源，而是進一步地看到目標大致的外型輪廓，類似以電視影像顯示的型態。這種技術為紅外線導引提供兩項新能力：分辨目標的外觀與正確地追蹤目標。同時紅外線成像導引也開始被用在第三代反戰車飛彈，如FGM-148標槍飛彈和PARS 3 LR反戰車飛彈。
1970至1980年代的紅外線導引飛彈偵測紅外線的波段範圍通常為3—5微米，可靈敏偵測噴氣口排出之高熱二氧化碳的4.2微米紅外發射光譜，此類型的導引技術被稱為單波段或單色紅外線導引。1980年代後出現的R-73飛彈及魔術空對空飛彈的紅外線偵測波段範圍則為3—5微米和8—12微米，由於8—12微米波長的紅外線較不易被地球大氣層的空氣吸收，使得該波段的紅外光線能用來輔助飛彈識別正確的目標與紅外對抗措施的差異，此類型的空對空飛彈導引技術被稱為雙波段或雙色紅外線導引。
另外，用於第三代人員攜行式防空飛彈的雙色導引頭則通常指代波長2—5微米的紅外線波段及300—400奈米的紫外線波段。此波段的紫外線訊號主要源自環境中的太陽光，噴射機、直升機及地形等不透明物體會吸收部分紫外線而使訊號減弱，但MTV型鋁熱劑熱誘彈則會發射紫外線訊號，因此紫外線與紅外線感測器搭配使用，便可以協助飛彈導引頭分辨訊號源為目標還是誘餌。
紅外線導引頭使用的感測元件材料主要有三種：最早使用的硫化鉛在未冷卻時最靈敏的紅外線偵測波長為2微米；銻化銦在冷卻至液態氮（77K）溫度時最靈敏的紅外線偵測波段為4—5微米；碲化汞鎘在冷卻至液態氮溫度時最靈敏的紅外線偵測波段為8—12微米。目前最常用的超低溫冷卻裝置為焦耳-湯姆孫式微型冷卻器，但如日本04式改型空對空飛彈使用的冷卻裝置則為史特林冷卻器。

## 短程空對空飛彈

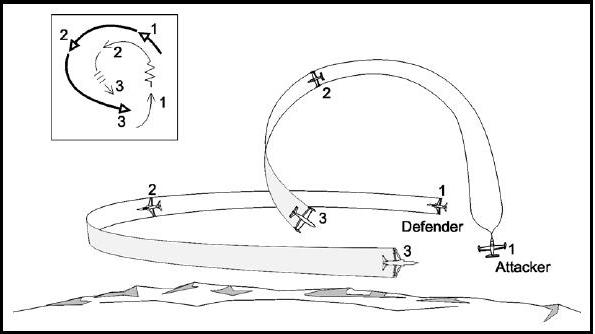
一次典型空戰纏鬥中，第四、五代短程紅外線導引空對空飛彈能自1號位發射，第三代飛彈能自2號位發射，第一、二代飛彈則需纏鬥至3號位時才能發射。

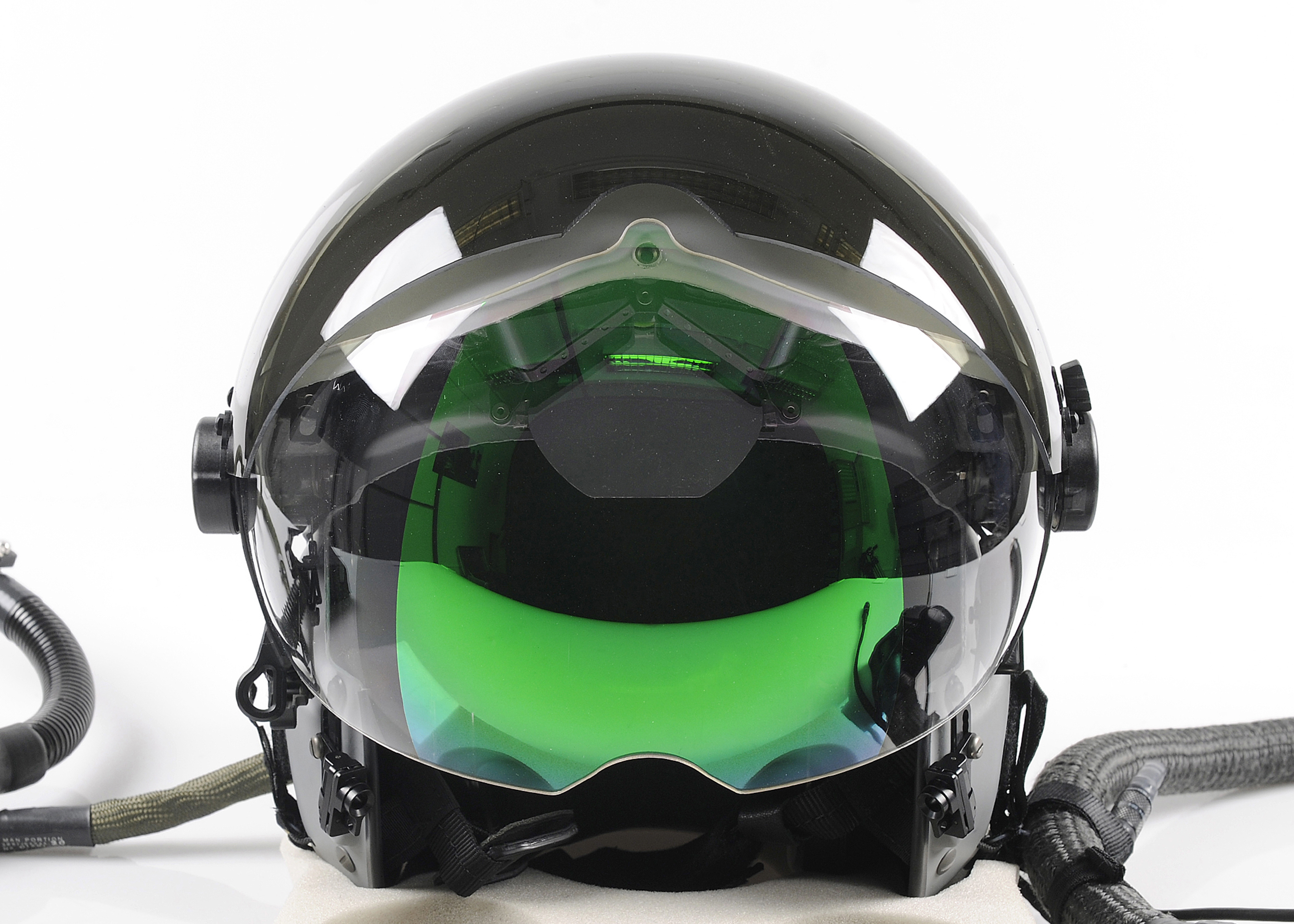
英國皇家空軍颱風戰鬥機的头盔显示器

早期的空對空飛彈具有很多種導引方式，如乘波導引的火闪导弹、手動視線指令導引的AA.20空對空飛彈和半主動雷達導引的AIM-7麻雀飛彈，但不久後紅外線導引與半主動雷達導引便從中脫穎而出。紅外線導引技術由於自主導引、高度反電子作戰能力、高隱匿性及生產成本較低的優點成為視距內空對空飛彈的主流導引技術，也因其短程的性質而時常被用於纏鬥空戰中，並被稱作格鬥彈（dogfight missile）。而半主動雷達導引及日後取而代之的主動雷達導引則成為中程視距外空對空飛彈的主流導引技術。北約飛行員發射紅外線導引空對空飛彈的無線電通訊簡碼為Fox Two。
短程空對空飛彈可根據其導引頭性能、飛彈機動能力及各項參數分為數個世代。
第一代
第一代短程空對空飛彈使用的紅外線導引頭性能有限且視野相當狹小，很容易被太陽或熱誘彈等高熱物體干擾，目標發散的紅外線訊號也很容易被二氧化碳、水氣、雲雨等環境吸收而降低至第一代導引頭難以偵測的水準，因此飛行員很快便發展出躲避至雲後及迅速爬升至高處，使導引頭被太陽干擾等對策。發射者通常需要在目標的後方±30°內對準其引擎，或者目標發動後燃器時才能讓飛彈穩定鎖定目標。越戰中的美軍飛行員通常在一次空戰中需要5—7分鐘才能取得一次發射機會，且響尾蛇飛彈的命中率僅有15%。
例：AIM-9B響尾蛇飛彈、AA-2飛彈
第二代
鑒於第一代空對空飛彈的表現，1960年代各國開始提升導引頭的性能，使第二代紅外線導引空對空飛彈獲得更大的視野，可以鎖定與發射者航向偏離約±10°以內（±10°離軸攻擊能力）的目標，且發射者僅需位於目標航向後方約±45°以內。如AIM-9響尾蛇飛彈的D型號使用液態氮冷卻導引頭以提升靈敏度；E型號引入熱電冷卻技術；H和J型號則首次使用固態電子元件。儘管性能獲得可觀的提升，但第二代紅外線導引空對空飛彈仍需要飛行員進行一定程度的纏鬥以定位至目標的斜後方。1973年的贖罪日戰爭中，以軍戰鬥機飛行員據稱用AIM-9響尾蛇飛彈及蜻蜓飛彈擊落約200架阿拉伯方的戰機，且命中率接近50%。
例：AIM-9E響尾蛇飛彈、蜻蜓二型飛彈
第三代
第三代紅外線導引空對空飛彈的先驅為1971年的AIM-9L響尾蛇飛彈，該型號的響尾蛇飛彈將感測元件材料從硫化鉛更換成銻化銦並使用氬氣冷卻，使其導引頭靈敏度大幅提高，從而獲得“全向攻擊能力”，可在較小的全向作戰距離內鎖定處於任何朝向的目標，且AIM-9L響尾蛇飛彈還可以鎖定與發射者航向偏離約±30°以內（±30°離軸攻擊能力）的目標，使飛行員能在空戰中取得更多的射擊機會。第三代空對空飛彈的引入使得纏鬥戰的平均時間下降至3分鐘，福克蘭戰爭中的響尾蛇飛彈命中率甚至達到了73%，但不久後戰鬥機生產商便開發出了熱誘彈，導致十多年後的波斯灣戰爭中響尾蛇飛彈的命中率回落至23%。
例：AIM-9L響尾蛇飛彈、巨蟒三型飛彈
第四代
1990年10月兩德統一後，西德接收了前東德國家人民軍空軍的R-73飛彈，從而使R-73的驚人性能公諸於世，並成為第四代紅外線導引空對空飛彈的先驅。R-73飛彈引入了雙色紅外線導引頭，具有不錯的反紅外對抗措施能力，而且首度使用能大幅提高機動能力的推力向量控制裝置，並能搭配飛行員的頭盔顯示器攻擊導引頭視野外的目標，從而大幅提高其離軸攻擊能力至±75°。第四代空對空飛彈於纏鬥戰中取得射擊機會所需的時間僅為5—30秒，在美軍的多次模擬中，使用頭盔瞄準器與R-73飛彈的蘇-30MK戰鬥機皆成功擊敗了使用雷達導引飛彈的F-15C鷹式戰鬥機。為此北約各國開始加速研發第四代或更先進的短程空對空飛彈。
例：R-73E飛彈、巨蟒四型飛彈
第五代
第五代短程空對空飛彈使用先進的焦平面陣列紅外線成像導引頭，並使用更先進的訊號處理系統，使飛彈能看到目標的紅外線影像，大幅提高反紅外對抗措施能力。此世代的部分飛彈具有發射後鎖定及數據鏈路等功能，能通過接收雷達、頭盔顯示器提供的數位訊號取得目標位置，並能180°掉頭攻擊正後方的目標。
例：AIM-9X響尾蛇飛彈、巨蟒五型飛彈
第六代
目前唯一宣布開發的第六代短程空對空飛彈為迪爾防務的IRIS-T FCAAM飛彈，迪爾防務宣稱該飛彈與原版IRIS-T飛彈相比，不同之處包括將大多數飛彈的圓柱型彈身改為具有匿蹤技術的多邊柱形、雙向數據鏈路、使用多光譜段智慧成像導引頭、AI優化目標辨識與選擇攻擊點、基於網路的集群作戰系統、根據目標狀態自主切換導引模式、以及曾用於LFK NG飛彈的多段式脉冲火箭发动机技術。

## 便攜式防空飛彈
人員攜行式防空飛彈的主流導引技術為被動紅外線導引，但也有乘波導引、視線指令導引等類型。2007年一篇論文指出便攜式防空飛彈對無防備的飛機的殺傷機率為70%，且造成的損害佔所有軍機損失的80%。
第一代
第一代紅外線導引便攜式防空飛彈於1960年代至1970年代投入使用，裝備偵測波段在2～2.7微米的硫化鉛感測元件，由於這一代的防空飛彈只能偵測到飛機尾氣或引擎的高熱訊號，因此又被稱作追尾飛彈（tail chasers）。第一代便攜式防空飛彈抗背景干擾（太陽等其他來源的紅外線輻射）的能力很差，所以相當容易被熱誘彈干擾而脫靶，因此開始出現各種反紅外對抗措施設計以解決此問題。
例：9K32「箭-2」Mod.0 (SA-7A)、9K32M「箭-2」Mod.1(SA-7B)、FIM-43紅眼便攜式防空飛彈
第二代
第二代紅外線導引便攜式防空飛彈於1970年代至1980年代投入使用，裝備偵測波段在3～5微米的超低溫冷卻銻化銦感測元件，能偵測到目標本身發散的熱輻射，因此獲得有限的全向攻擊能力，並且也具備一定程度的反紅外對抗措施能力，有些飛彈配備了早期的能偵測紅外線、紫外線的雙波段導引頭。
例：9K34「箭-3」 (SA-14) 、XFIM-92A刺針便攜式防空飛彈
第三代
第三代紅外線導引便攜式防空飛彈於1980年代至1990年代投入使用，具有更複雜的反紅外對抗措施技術來對抗熱誘彈，並且導引頭通常都配備了能偵測紅外線、紫外線的雙波段導引頭，且全向攻擊能力更高，因此被稱為全向飛彈（all-aspect）。
例：9K38「针」(SA-18)、西北風便攜式防空飛彈、FIM-92A/B/C/D/E刺針便攜式防空飛彈

## 飛彈系統

### 空對空飛彈
- AIM-9響尾蛇飛彈
- ASRAAM飛彈
- R-60飛彈
- R-73飛彈
- IRIS-T空對空飛彈
- 雲母IR型飛彈
- 巨蟒飛彈
- 90式空對空飛彈
- 04式空對空飛彈
- A-Darter空對空飛彈
- 魔術空對空飛彈
- 天燕-90
- 天劍一型飛彈
- AIM-92刺針空對空飛彈
- SRAAM空對空飛彈
- 霹靂-2飛彈
- 霹靂-3飛彈
- 霹靂-5B飛彈
- 霹靂-8飛彈
- 霹靂-9飛彈
- 霹靂-10飛彈
- AIM-4飛彈
- R-13飛彈

### 地對空飛彈/艦對空飛彈
- RIM-116滾體飛彈
- 海劍羚飛彈系統
- 捷羚防空飛彈系統
- 紅旗-10近程防空飛彈
- FIM-92刺針便攜式防空飛彈
- FIM-43紅眼便攜式防空飛彈
- 红缨-5
- 前卫-1
- 前卫-2
- 前卫-3
- 前卫-4
- 红缨／飞弩-6
- 9K32「箭-2」（SA-7）
- 9K34「箭-3」（SA-14）
- 9K310「针-M」（SA-16）
- 9K38「针」（SA-18）
- 9K38「针-S」（SA-24）
- 9K333「柳樹」（SA-29）
- 91式便攜地對空飛彈
- 雷霆Grom
- 西北风Mistral
- ANZA-1
- KP-SAM“神弓Shin Gung”

### 反戰車飛彈
- FGM-148標槍飛彈
- PARS 3 LR反戰車飛彈
- 拉斐爾長釘反坦克導彈

### 反艦飛彈
- 雄風二型反艦飛彈(主動雷達導引及影像式紅外線尋標器，雙導引)
- AGM-119企鵝反艦飛彈

### 引文
1. 1 2  Maini & Maini 2015，第78頁.
2. 1 2  Maini 2015，第78頁.
3. ↑  Maini 2015，第83頁.
4. 1 2  Maini 2015，第80頁.
5. 1 2 3 4 5  Quaranta 2016，第25頁.
6. 1 2  Maini 2015，第82頁.
7. ↑  Richardson & Mubarak 2006，第146頁.
8. 1 2  Mets 1998，第71頁.
9. 1 2  Maini 2015，第79頁.
10. ↑  Smith et al. 2015，第1頁.
11. ↑  Smith et al. 2015，第2頁.
12. ↑  Hollway 2013，第55頁.
13. ↑  Singhal et al. 2023，第458頁.
14. ↑  .   [2015-01-01]. （原始内容存档于2021-04-12） （日语）.
15. 1 2  Robinson 2002，第57頁.
16. ↑  Mets 2000，第65頁.
17. 1 2 3 4 5 6  Maini 2015，第84頁.
18. 1 2  Nordeen 2004，第41頁.
19. ↑  DTIC 1997，第14頁.
20. ↑  Robinson 2002，第52頁.
21. 1 2 3 4  Robinson 2002，第50頁.
22. 1 2 3  Hollway 2013，第58頁.
23. 1 2  John Stillion, Scott Perdue.  (PDF). RAND corporation.   [13 September 2013]. （原始内容存档 (PDF)于4 April 2023）.
24. 1 2 3 4  Robinson 2002，第56頁.
25. ↑  Nordeen 2004，第44頁.
26. 1 2  Robinson 2002，第51頁.
27. ↑  . Europaeische Sicherheit. 2008  [13 July 2014]. （原始内容存档于5 June 2008）.
28. ↑  . Rosoboronexport.   [2 February 2020]. （原始内容存档于2023-05-28）.
29. ↑  . Air force technology.   [11 June 2014]. （原始内容存档于28 May 2023）.
30. ↑  Kopp, Carlo. . Air Power Australia. January 1998, 4 (4)  [12 December 2011]. （原始内容存档于6 December 2006）.
31. ↑  . www.Israeli-Weapons.com. （原始内容存档于2006-07-15）.
32. ↑  Maini 2015，第86頁.
33. ↑  Raj 2023，第22頁.
34. ↑  .   [8 April 2024].
35. 1 2 3 4  Okpara & Bier 2008，第1584頁.
36. ↑  Richardson, Mark A. . Technologies for optical countermeasures (Proceedings of SPIE). 2007, 6738–1.
37. ↑  Jackman et al. 2011，第122頁.
38. ↑  Jackman et al. 2011，第121-122頁.
39. 1 2 3  Okpara & Bier 2008，第1585頁.

### 書目
- Hollway, Don. . Aviation History. Vol. 23 no. 4. March 2013: 54–59. ISSN 1076-8858 （英语）.
- Jackman, James; Richardson, Mark; Butters, Brian; Walmsley, Roy; Yuen, Peter; James, David. . Infrared Physics & Technology. March 2011, 54 (2): 121–129. ISSN 1350-4495. doi:10.1016/j.infrared.2011.01.006 （英语）.
- Maini, Anil Kumar; Maini, Nakul. . Electronics For You. Vol. 3 no. 10. February 2015: 76–83. ISSN 0013-516X （英语）.
- Maini, Anil Kumar. . Electronics For You. Vol. 3 no. 12. April 2015: 78–86. ISSN 0013-516X （英语）.
- Mets, David R. . Aerospace Power Journal. 2000, 14 (3): 57–76. ISSN 1535-4245 （英语）.
- Mets, David R. . Airpower Journal. 1998, 12 (3): 71. ISSN 0897-0823 （英语）.
- (PDF). Defense Technical Information Center (DTIC). 25 April 1997  [1 June 2012]. （原始内容 (PDF)存档于9 February 2012） （英语）.
- Nordeen, Lon O. . Journal of Electronic Defense. Vol. 27 no. 1. January 2004: 40–46. ISSN 0192-429X （英语）.
- Okpara, Uche; Bier, Vicki M. . Risk Analysis: An International Journal. December 2008, 28 (6): 1583–1599. ISSN 0272-4332. doi:10.1111/j.1539-6924.2008.01133.x （英语）.
- Quaranta, Paolo. . Military Technology. Vol. 40 no. 7/8. 2016: 24–27. ISSN 0722-3226 （英语）.
- Raj, Anil. . Military Technology. Vol. 47 no. 1. 2023. ISSN 0722-3226 （英语）.
- Robinson, Tim. . Military Technology. Vol. 26 no. 7. July 2002: 50–58. ISSN 0722-3226 （英语）.
- Richardson, Mark; Mubarak, Al-Jaberi.  (PDF) (博士论文). Cranfield University. 28 April 2006  [2024-05-23]. （原始内容存档 (PDF)于2024-03-24） （英语）.
- Singhal, Mayank; Kumar, Rajesh; Walia, Ravinderjit Singh; Pandey, Sanjay Kumar. . Defence Science Journal. July 2023, 73 (4): 457–467. ISSN 0011-748X. doi:10.14429/dsj.73.18686 （英语）.
- Smith, Leon; Richardson, Mark; Ayling, Richard; Barlow, Nick. . Optical Engineering. August 2015, 54 (8): 1–12. ISSN 0091-3286. doi:10.1117/1.OE.54.8.085104 （英语）.